# Agropsar
Agropsar es un género de aves paseriformes perteneciente a la familia Sturnidae. Contiene dos especies de estorninos asiáticos que anteriormente se clasificaron en los géneros Sturnus o Sturnia. En 2008 se reinstauró el género para clasificar a ambas especies como resultado de dos estudios filogenéticos de la familia.

## Especies
Las dos especies del género son:
- Agropsar sturninus (Pallas, 1776) - estornino dáurico - se extiende desde el este de Mongolia y el sureste de Rusia hasta Corea del Norte y China central;
- Agropsar philippensis (Forster, JR, 1781) - estornino carirrojo - ocupa Japón, Sajalín y las Kuriles.